# Bruno Kernen
Bruno Kernen, född 1 juli 1972, schweizisk utförsåkare. Världsmästare i störtlopp 1997. Bronsmedaljör i samma gren i OS 2006. Bronsmedaljör i Super-G 2007. I Världscupavslutningen i störtlopp 2007 föll han och ådrog sig en allvarlig knäskada. Några månader senare meddelade han att han slutar med utförsåkningen.